# Pekka Langer
Ture Per-Olof ”Pekka” Langer, född 12 oktober 1919 i Göteborg, död 6 maj 1996 i Stockholm, var en svensk journalist och programledare i radio och TV.

## Biografi
Pekka Langers mor dog när han var i fyraårsåldern och han togs då om hand av sin farbror och dennes fru i Norrköping där han växte upp. Pekka Langer studerade senare på Norrköpings högre allmänna läroverk, där han också var sekreterare i den litterära elevföreningen Fosterländska förbundet. Efter värnplikten började han arbeta som journalist på tidningen Folkbladet, där han stannade i tre år.
Pekka Langer var en folkkär programledare i radio och TV. Han gav ut kåserisamlingar, bland andra Natttuppen (1954), som liksom radioprogrammet med samma namn stavades med tre t. Han var huvudpersonen i SVT:s julkalender Farbror Pekkas handelsbod 1965, och var även programledare för Svensktoppen och Sommartoppen. Med hustrun Bibi Langer gjorde han dessutom radioserier under åren 1972–1975, bland andra Gomorron.
Pekka Langer ledde också tillsammans med författaren Lars Widding de populära frågeprogrammen När Då Då och Bit för bit i radio, samt senare i TV Vem vet var? och Notknäckarna tillsammans med Carl-Uno Sjöblom.

### Familj
Han var gift två gånger, första gången 1947 med Gunnel Hermansson, dotter till riksdagsman Albert Hermansson och senare omgift Noble. I andra äktenskapet var Pekka Langer gift från 1948 med Bibi Langer, dotter till Sven Lidman, och hade med henne barnen Johan Langer, en dotter och Joakim Langer. Den sistnämnde har gett uttryck för svårigheterna att växa upp med faderns missbruksproblem.
Pekka Langer är gravsatt i minneslunden på Solna kyrkogård.

## Filmografi (urval)
- 1956 – Suss gott
- 1964 – Älskling på vift
- 1968 – Längta efter kärlek

## Teater

### Roller
| År   | Roll        | Produktion                                                      | Regi               | Teater       |
| ---- | ----------- | --------------------------------------------------------------- | ------------------ | ------------ |
| 1953 | Medverkande | Djuprevyn 2 meter, revy Povel Ramel och Yngve Gamlin            | Egon Larsson       | Idéonteatern |
| 1954 | Medverkande | Knäppupp II - Denna sida upp, revy Povel Ramel och Yngve Gamlin | Per-Martin Hamberg | Idéonteatern |